# Sybel-Ficker-Streit

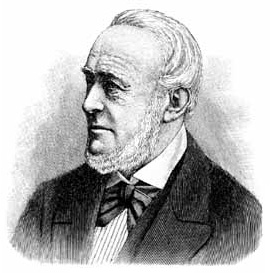
Heinrich von Sybel

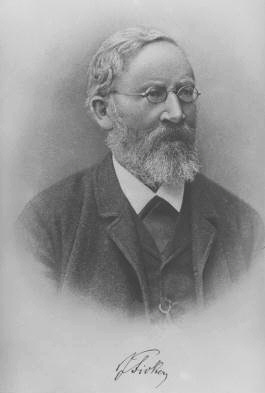
Julius Ficker

Der Sybel-Ficker-Streit ist nach einer Auseinandersetzung zwischen den beiden Historikern Heinrich von Sybel (1817–1895) und Julius Ficker (1826–1902) benannt. Über den fachwissenschaftlichen Diskurs im engeren Sinn hinaus war der Streit für die allgemeine Debatte zwischen den Verfechtern einer großdeutschen und einer kleindeutsch-preußischen Lösung der deutschen Frage von großer Bedeutung. Es ging nämlich darum, zu klären, ob Österreich zu dem angestrebten deutschen Nationalstaat hinzugehören sollte oder ob man sich „kleindeutsch“, das heißt auf einen von Preußen dominierten Nationalstaat beschränken wollte.
Heinrich von Sybel gab den Anstoß zur Kontroverse, als er 1859 in einer Rede die mittelalterliche Kaiserpolitik der Italienzüge als „unnational“ verurteilte. Julius Ficker widersprach Sybel 1861 in Vorlesungen an der Universität Innsbruck und rechtfertigte die Kaiser in ihrer universalen und zugleich ‚nationalen‘ Reichspolitik. Während Sybel eine „kleindeutsch-norddeutsch-protestantische Geschichtsauffassung“ vertrat, sprach der aus Paderborn gebürtige Katholik Ficker aus großdeutscher Perspektive, in die Österreich nationalstaatlich einbezogen war.

## Hintergrund und Folgen

### Nationalstaat und Imperialismus
Der Streit hat seine Wurzeln in dem sich seit dem 18. Jahrhundert zuspitzenden preußisch-österreichischen Dualismus. Aus ihm war Preußen unter Friedrich dem Großen als weitere europäische Großmacht hervorgegangen, und zwar in Bezug auf Österreich sogar auf dem gleichen Boden des Heiligen Römischen Reiches. So ist Sybels Sichtweise bereits in preußischen Geschichtswerken vom Beginn des 19. Jahrhunderts zu finden. Sie setzte sich mit der Bismarckschen Reichsgründung von 1871 zunächst machtpolitisch durch, nachdem im „Deutschen Krieg“ von 1866 und dem Sieg Preußens über Österreich bei Königgrätz der Bruch mit Österreich endgültig vollzogen worden war. Der Streit aber dauerte als „wissenschaftlicher Bürgerkrieg“ (Alfred Dove) an, verstärkte sich nach dem Ersten Weltkrieg bis in die 1930er Jahre und erreichte seinen Endpunkt mit dem „Anschluss Österreichs“ im „Unternehmen Otto“ 1938, als aus dem „Dritten Reich“ offiziell „Großdeutschland“ wurde. Ausläufer lassen sich noch bis in die 1950er Jahre beobachten.
Der Streit um die mittelalterliche Kaiserpolitik nahm deshalb einen so großen Raum ein, weil aus ihr abgelesen werden sollte, was im angestrebten ersten deutschen Nationalstaat für eine Politik zu machen sei und was der Inhalt der nationalen Identität sein sollte. Wilhelm Giesebrecht, wie Sybel ein Schüler Rankes, war unmittelbarer Auslöser für Sybels öffentliche Stellungnahme. In seiner Geschichte der deutschen Kaiserzeit (1855–1888) hatte Giesebrecht geschrieben: „Überdies ist die Kaiserzeit die Periode, in der unser Volk, durch Einheit stark, zu seiner höchsten Machtentfaltung gedieh, wo es nicht allein frei über sein eigenes Schicksal verfügte, sondern auch anderen Völkern gebot, wo der deutsche Mann am meisten in der Welt galt und der deutsche Name den vollsten Klang hatte.“ Sybel entgegnete, dass in der mit Otto I. beginnenden Kaiserzeit durchweg ‚nationale‘ Interessen an Italien verraten worden seien und die Italienpolitik nur „nutzlose Opfer“ gekostet habe. Unter dem Vater Ottos, Heinrich I., sei das anders gewesen: „Die Kräfte der Nation, die sich mit richtigem Instinkte in die großen Kolonisationen des Ostens ergossen, wurden seitdem für einen stets lockenden und stets täuschenden Machtschimmer im Süden der Alpen vergeudet.“
Bei Sybel wird über den nationalen Ansatz hinaus imperialistisches Denken deutlich, das im neuen Schlagwort vom „deutschen Drang nach Osten“ seinen Ausdruck fand und dessen wichtigste Ausprägung in der vom Heiligen Römischen Reich ausgehenden Ostsiedlung gesehen wurde. Auf diese bezog sich Sybel. Sie hatte aber nicht mit Heinrich I., sondern erst im 12. Jahrhundert ohne politische Zielvorgaben großflächig eingesetzt und zunächst über die Elbe, dann über die Oder hinausgeführt, so dass Preußen, Sachsen und Schlesien ihr Entstehen dieser Siedlungsbewegung in slawischem Gebiet verdanken. Bei der Gründung des „Alldeutschen Verbandes“ 1891 hieß es dann: „Der alte Drang nach dem Osten soll wiederbelebt werden.“ Friedrich Ratzel gab 1898 mit seinem „Lebensraum“-Konzept dieser geopolitischen Forderung Rückhalt, indem er kontinentale „Grenzkolonisation“ als Alternative zur transatlantischen Kolonisation und zur Umleitung der nach Amerika gehenden Auswandererströme nach Osteuropa vorschlug.
Nach dem Ersten Weltkrieg erfuhr mit der Gründung der osteuropäischen Nationalstaaten das Problem der dort lebenden „Volksdeutschen“ zunehmend Aufmerksamkeit und beschäftigte Historiker, Geographen und Volkskundler. Mit dem Anschluss Österreichs ans deutsche Reich und der „Einverleibung“ des Sudetenlandes vollzog Adolf Hitler dann mit breitester Zustimmung die ersten ostexpansiven Schritte, indem er zunächst die Eigenstaatlichkeit Österreichs und der Tschechoslowakei auflöste, bevor er weiter nach Osten ausgriff.
Friedrich Schneider dokumentierte und kommentierte aus großdeutscher Perspektive in 6 Auflagen von 1934 bis 1943 den Streit um die Kaiser- und Ostpolitik und separat die Sybel-Ficker-Kontroverse 1941. „In einer Zeit ungeheuerer geschichtlicher Ereignisse“ sah er, wie er 1940 schrieb, die Position Sybels in einer „gesamtdeutschen Geschichtsbetrachtung“ als aufgehoben und überholt an: „Österreich ist in das Reich heimgekehrt, Großdeutschland ist entstanden.“ Auch von Albert Brackmann (1871–1952) heißt es, dass seine „Herausarbeitung der Abhängigkeit von Ost- und Italienpolitik […] den Streit um die Kaiserpolitik des Mittelalters überwunden“ habe.
Julius von Ficker war in dieser Auseinandersetzung, in der es um machtpolitische Positionierung in der Gegenwart ging, chancenlos geblieben. Er hatte in seiner Entgegnung auf Sybel 1861 erläutert, dass mit Kategorien wie „national“ oder „deutsch“ die Wirklichkeit des 10. Jahrhunderts nicht beschrieben werden könne. „Nation“ sei deshalb ein unangemessener Begriff, weil die damaligen Reichsbewohner sich nicht als „Deutsche“, sondern als Angehörige der einzelnen „Stämme“ – Sachsen, Franken, Bayern usw. – verstanden hätten. Gegen Sybel, aber auch gegen Giesebrecht setzte er folgende Feststellung: „Das Reich aber, bei dessen Gründung Nationalbewusstsein den Ausschlag gegeben haben soll, wurde auch jetzt noch nicht als deutsches bezeichnet.“ Das bestätigt die moderne Auffassung, dass für diese Zeit des mittelalterlichen Reichs der Begriff gilt, unter dem es selbst in Erscheinung trat: Heiliges Römisches Reich.

### Sybels Standpunkt in Preußen, „Deutschösterreich“ und in Hitlers „Mein Kampf“
Nach Sybels Einschätzung von 1859 ist die erst 1871 vollendete deutsche Nationalstaatsbildung nicht in Anlehnung an das 1806 aufgelöste Kaisertum zu bewerkstelligen. So lässt er seine Rede in einer rhetorischen Frage ausklingen: „Oder liegt sie“ (d. i. „die nationale Sache“) „nicht vielmehr auf gerade der entgegengesetzten Seite, wo Heinrich I. und Heinrich der Löwe ihre große Laufbahn begannen, wo die Germanisierung unserer östlichen Lande den vereinten Kräften aller deutschen Stämme gelang, wo Jahrhunderte hindurch in nationalem Glanze die Banner Bayerns, die Banner Wittelsbachs voranflogen?“
Wie sehr die Auseinandersetzung um die Kaiserpolitik die Gemüter bewegte, zeigte sich vor allen Dingen in Preußen: „Aber Sybel hat eben doch entscheidend dazu beigetragen, daß, um mit Ottokar Lorenz zu reden (1902), von dem Augenblick, wo in der Literatur, selbst in der populären, das deutsche Kaisertum von den preußisch gerichteten Politikern als etwas Abgetanes, Fremdes, Antinationales, in vielem Betracht Schädliches erkannt worden sei, es kaum einen Schüler oder Schulmeister gegeben habe, der nicht mündlich oder schriftlich versicherte, daß es schwerlich Unglückseligeres und Widerwärtigeres in unserer deutschen Vergangenheit gegeben habe als das Kaisertum.“
Aber die Position Sybels fand auch erhebliches Gehör in Deutschösterreich, wobei allerdings Otto I. als „Gründer der Ostmark“ (= das spätere Österreich) ausgenommen wurde, und prägte z. B. das Geschichtsbild von Richard Suchenwirth in seiner seit 1934 in jährlichen Neuauflagen verbreiteten „Deutschen Geschichte“, folgenreicher aber das von Adolf Hitler:

„Wenn wir […] die politischen Erlebnisse unseres Volkes seit über tausend Jahren überprüfen, […] und das […] heute vor uns liegende Endresultat untersuchen, so werden wir gestehen müssen, dass aus diesem Blutmeer eigentlich nur drei Erscheinungen hervorgegangen sind, die wir als bleibende Früchte klar bestimmter außenpolitischer und überhaupt politischer Vorgänge ansprechen dürfen:
1. die hauptsächlich von Bajuwaren betätigte Kolonisation der Ostmark,
2. die Erwerbung und Durchdringung des Gebietes östlich der Elbe, und
3. die von den Hohenzollern betätigte Organisation des brandenburgisch-preußischen Staates als Vorbild und Kristallisationskern eines neuen Reiches. […]

Jene beiden ersten großen Erfolge unserer Außenpolitik sind die dauerhaftesten geblieben. […] Und es muss als wahrhaft verhängnisvoll angesehen werden, dass unsere deutsche Geschichtsschreibung diese beiden weitaus gewaltigsten und für die Nachwelt bedeutungsvollsten Leistungen nie richtig zu würdigen verstand. […] Wir schwärmen auch heute noch von einem Heroismus, der unserem Volke Millionen seiner edelsten Blutträger raubte, im Endergebnis jedoch vollkommen unfruchtbar blieb. […]

Wir setzen dort an, wo man vor sechs Jahrhunderten endete. Wir stoppen den ewigen Germanenzug nach dem Süden und Westen Europas und weisen den Blick nach dem Osten.“

## Belege
1. ↑  Friedrich Schneider, 1940, S. 22.
2. ↑  Wilhelm Giesebrecht: Geschichte der deutschen Kaiserzeit. Band 1: Gründung des Kaisertums. Braunschweig 1863 [zuerst 1855], S. VI.
3. ↑  Schneider, 1941, S. 15.
4. ↑  Wippermann, 1981, S. 87.
5. ↑  Schneider, 1940, S. V.
6. ↑  Bosl, Franz, Hofmann: Biographisches Wörterbuch zur deutschen Geschichte. Studienausgabe, Band 1, Augsburg 1995, S. 338.
7. ↑  Vgl. J. v. Ficker: Das Deutsche Kaiserreich in seinen universalen und nationalen Beziehungen. 1861; in: Schneider, 1941.
8. ↑  Ottokar Lorenz. Wikisource.
9. ↑  So der Ficker-Schüler Julius Jung, vgl. Schneider, 1941, S. XXIX.
10. ↑  Suchenwirths Wertung der Italienpolitik Ottos I. sieht einschließlich Ehrenrettung gegenüber Sybel so aus: „Allerdings sind die deutschen Stämme auf diesen Zügen nach dem Süden erst recht zu einer Einheit zusammengewachsen. Aber das wäre auch gegen die Slawen und Magyaren möglich gewesen und hätte hier dauernden Gewinn gebracht. So aber haben wir im Mittelalter den winkenden Siegespreis verscherzt. Otto selbst hat ja in beider Hinsicht seinen Mann gestanden, und wenn auch die Zukunft nur einen Teil der Verheißungen von 955 erfüllte, so stehen doch die Ostmark Österreich und im Grunde auch die spätere Mark Brandenburg auf den Schultern des von diesem Kaiser Errungenen. So weist sein Werk überall weit über seine Zeit hinaus.“(Richard Suchenwirth, Deutsche Geschichte. Von der germanischen Vorzeit bis zur Gegenwart, Leipzig 1935, S. 115.)
11. ↑  Adolf Hitler: Mein Kampf. Zweiter Band, Die nationalsozialistische Bewegung. München 1933, S. 733–742. (Der letzte Satz ist im Original fett gedruckt und hervorgehoben.)